# Murcia Foot-Ball Club
El Murcia Foot-Ball Club fue un equipo de futbol en Murcia (Región de Murcia), fue fundado en 1906 y desaparece en 1912

## Historia

### El Primer Murcia F.C.
Fue creado por un grupo de estudiantes encabezados por Francisco Medel, profesor de Gimnasia, fundan el Murcia Foot-Ball Club en 1906 y se inscribe el 27 de marzo de ese mismo año dentro del Gobierno Civil. Esta sociedad se convierte en la principal de la ciudad, posiblemente su primer presidente fuese Francisco Medel debido a que su sede se encontraba el Gimnasio Medel. En abril los componentes del Murcia Foot Ball Club fueron convocados para disputar dos partidos de entrenamiento en la plaza de toros, pero no fueron bien debido a que el conserje de la plaza de toros colocaba muchas trabas y no encontraban un buen terreno de futbol para jugar, ante esta crisis Medel decide desmantelar la sociedad y se produce un parón en el mundo del futbol en Murcia. Fue refundado en mayo de 1908 bajo la iniciativa de Rafael Amantes, pero no termina bien, se sabe que jugaba contra equipos de localidades cercanas, pero se desmanteló en 1909.

### Refundación
Un grupo de vecinos Murcianos, incluidas varias personas provenientes del grupo fundacional del primer Murcia F.C. se hace efectiva la refundación en enero de 1910 bajo Antonio Manzanera como primer presidente. A inicios de 1910 contaba con 40 socios, jugadores y directivos. Con el paso de los meses la junta fue cambiando, tras unas discusiones entre la junta ocasionan que Antonio Mazanera abandone el club y Magín Peña Torres entra como presidente, pero solo dura más de un año y a mediados de 1911 es substituido por Enrique de la Plaza como presidente. El club solo tenía un balón que necesitaba mantenimiento cada 2 meses y la mayoría jugaba con botas de soldado. Había un grave problema, no tenían un campo oficial, al principio utilizaba la plaza de toros, pero ante las demandas del conserje se trasladó a Campo de la Sociedad de Tiro Nacional en el barrio de Espinardo. Contenía cuatro equipos: el A, B, C y D, y solían jugar entre sí, uno de estos partidos se jugó en la plaza de toros, el equipo A contra el Equipo B con un resultado abrumador de 7-3 a favor del equipo A celebrado en 1910.

### Inscripción a la Real Federación Española de Futbol y el Alicante Recreation Club
En marzo de 1910 el Murcia formalizó su inscripción para entrar a la Federación Española de Futbol y logra entrar ese mismo mes. En abril celebra su primer encuentro oficial contra el Alicante Recreation Club con un resultado estrepitoso de 1-16 a favor de equipo alicantino y a la vuelta pierde 5-1. Tras estos resultados, el jugador estrella Heredia abandona Murcia.

### Rivalidad con el Breten y primer partido internacional
Apenas unos meses de haber jugado con el Alicante Recreation Club se funda el Breten y tras varias discusiones dentro de la junta se separan y se crea un tercer club: El Sporting Club. El primer derby se jugó contra el Breten el 17 de julio de 1910, pero no se terminó debido a que los jugadores del Breten se retiraron en el descanso. El 21 de agosto se jugaría un partido benéfico contra el Torrevieja, pero nunca se había enfrentado a un equipo con una plantilla completa. El 11 de septiembre se enfrenta contra los miembros de un barco que se encontraba en Cartagena, no se sabe si se llegó a jugar. El 2 de octubre hizo una visita al Sporting de La Unión y derrotó a los murcianos. En 1911 el Murcia se enfrenta a la Sociedad Lorca Foot-Ball Club en Espinardo.

### Disolución
No se sabe bastante de su disolución, lo que se sabe es que se cesa sus actividades en 1912, en 1918 se refundaría, pero se disolvería un año después.